# Cargo (Kurzfilm)
Cargo ist ein australischer Kurzfilm von Ben Howling und Yolanda Ramke aus dem Jahr 2013, auf dem der gleichnamige Kinofilm basiert.

## Handlung
Ein namenloser Mann erwacht nach einem Autounfall mitten in einer Zombieapokalypse. Seine bereits mutierte Frau sitzt auf dem Beifahrersitz und attackiert ihn. Es gelingt ihm, sich und seine Tochter im Kleinkindalter zu befreien und seine Frau unschädlich zu machen, aber er ist schon verletzt und es ist naheliegend, dass auch er infiziert ist und sich bald umwandelt. Anhand einer Karte ermittelt er die nächste Siedlung und beginnt, in die Richtung zu laufen, um seine Tochter in Sicherheit zu bringen. Auf dem Weg sammelt er zunächst Innereien in einer Tüte und bereitet sich auf den Fall vor, dass er zum Zombie wird, bevor er seine Tochter retten kann: Er lenkt das Kind mit gefundenem Spielzeug und Kuchen von einem verlassenen Kinderfest ab und bindet einen Ballon fest, um seine Tochter zu beruhigen, befestigt die Plastiktüte mit den Innereien an einem Stock vor sich und bindet sich die Hände vor dem Körper zusammen. Als er nach einigen Stunden zum Zombie wird, „folgt“ er dem Fleischgeruch aus der Tüte, bis ihn eine Gruppe Überlebender sieht und durch einen Fernschuss tötet. Als die drei den Niedergeschossenen begutachten, schenken ihm zwei von ihnen keine große Beachtung, bis die dritte Person das Kind entdeckt und mitnimmt.

## Rezeption
Cargo wurde in South Australia gedreht und auf dem Tropfest Kurzfilmfestival 2013 aufgeführt und gelangte unter die Finalisten.

„Cargo bietet deshalb etwas Ungewöhnliches: Eine Identifikation der Zuschauer mit dem Zombie. Anstelle des traditionell emotions- und gesichtlosen Monsters begegnen wir zum Schluss einem tragischen Helden. Es ist ein simpler Kniff, mit dem Cargo zeigt, wie sich mit einfachen Mitteln doch noch etwas Neues aus dem Genre herausholen lässt.“